# Die Stille nach dem Schuss
Die Stille nach dem Schuss ist ein deutscher Spielfilm aus dem Jahr 2000, der die Aufnahme von RAF-Aussteigern in der DDR Anfang der 1980er Jahre thematisiert. Der Film beschreibt das Leben der Ex-Terroristen im DDR-Exil und ihre Enttarnung noch vor der deutschen Wiedervereinigung 1990.
Der Film feierte am 16. Februar 2000 Premiere im Wettbewerb der Internationalen Filmfestspiele Berlin, bei dem Bibiana Beglau und Nadja Uhl jeweils den Silbernen Bären als Beste Darstellerin gewannen. Regisseur Volker Schlöndorff wurde zudem mit dem Blauen Engel für den besten europäischen Film im Wettbewerbsprogramm ausgezeichnet. Der Film kam am 14. September 2000 in die deutschen Kinos. Im englischsprachigen Ausland lief er unter dem Titel The Legend of Rita (dt.: Ritas Legende); der französische Filmtitel lautet Les Trois Vies de Rita Vogt (dt.: Die drei Leben der Rita Vogt).

## Handlung
Der Film beginnt mit einem Rückblick der Protagonistin auf die Zeit radikaler Militanz in den 1970er Jahren, auf anfänglich happening-artige Banküberfälle einer Bande Spaßguerilleros, bei denen Schokoküsse verteilt werden, und dem Aufenthalt in einem militärischen Ausbildungslager im Nahen Osten. Dass Gruppenmitglieder bei ihrer Rückkehr nach Westberlin unter falschem Namen über den Flughafen Berlin-Schönefeld einreisen, bleibt der Staatssicherheit nicht verborgen. Dabei kommt es zu einem ersten Kontakt zwischen Rita Vogt und dem Stasi-Offizier Erwin Hull, der sich der jungen Frau als Ansprechpartner anbietet.
Nach einer desaströs verlaufenen Befreiungsaktion ihres Anführers Andreas Klein aus einem Westberliner Gefängnis, bei der eine Person stirbt und Klein verletzt wird, erinnert sich Rita der Begegnung mit Hull. Die Gruppe kann schließlich über den Bahnhof Friedrichstraße in die DDR entkommen. Bei einem Gedankenaustausch über Motive und Ziele sichert Hull ihnen bei ihren Aktivitäten freie Durchreise in Drittländer zu. Da sie in Westdeutschland nun steckbrieflich gesucht werden, setzt sich die Gruppe nach Beirut ab, wo sie – sich nunmehr als „Teil des Internationalen Kampfes“ verstehend – Zeugen des Libanesischen Bürgerkrieges werden. Jahre später, man ist mittlerweile in Paris gestrandet, kommt es zu wachsenden Spannungen innerhalb der Gruppe. Als Rita einen Polizisten erschießt und der Fahndungsdruck in Westeuropa zu groß wird, unterbreiten die freundlichen Stasi-Mitarbeiter ihnen das Angebot, sie mit neuen Identitäten auszustatten, um sich eine Existenz in der DDR aufbauen zu können. Die Gruppe zieht jedoch Flugtickets nach Beirut dem sozialistischen Alltagsleben vor. Nur Rita entscheidet sich, für alle überraschend, für ein Leben in der DDR zu den von den staatlichen Organen vorgegebenen Bedingungen. Später erfährt man, dass zwei Gruppenmitglieder bei einem Schusswechsel mit der Polizei an der deutsch-französischen Grenze ums Leben gekommen sind.
Der Film konzentriert sich nun ganz auf die Biographie von Rita Vogt. Rita fügt sich schnell in ihr neues bürgerliches Leben ein, nachdem man sie unter dem Namen Susanne Schmidt beim VEB Modedruck untergebracht hat. Dort freundet sie sich mit der impulsiven, alkoholabhängigen Textilarbeiterin Tatjana an, die von ihren Kolleginnen bei der Arbeit als Störfaktor empfunden und offen angefeindet wird. Auch Ritas politischer Idealismus wird, etwa als sie für eine der obligatorischen Solidaritätssammlungen für Nicaragua großzügig spendet, mit Befremden wahrgenommen oder als naiv abgetan. Zwischen den beiden Frauen entwickelt sich bald eine enge Freundschaft, die jäh endet, als Rita nach einem Fahndungsaufruf im Westfernsehen von einer Arbeitskollegin erkannt wird. Unverzüglich bringen die Offiziere der Staatssicherheit Rita aus ihrem Umfeld weg. Als Hull ihr klarmacht, dass es keine Rückkehr in ihr Leben als Susanne Schmidt geben wird, begehrt Rita kurz auf. Ihr Protest verstummt jedoch, als er auf internationale Konventionen gegen den Terrorismus verweist, die die DDR unterschrieben hat, deren Glaubwürdigkeit auf dem Spiel stehe, wenn Ritas Tarnung auffliegen sollte, und ihr droht: „Da drehen sich große Räder, da kann man leicht zerquetscht werden.“ Die Stasi-Offiziere lassen nur einen kurzen, schmerzhaften Abschied von Tatjana zu. Diese wird später aufgrund ihrer mutmaßlichen Kenntnis von Ritas Vergangenheit inhaftiert und, da sie eine Zusammenarbeit mit der Staatssicherheit ablehnt, erst mit dem Zusammenbruch der DDR wieder freigelassen.
Rita muss erneut ihre Identität wechseln und wird nun als Sabine Walter in einer anderen Stadt in der betrieblichen Kinderbetreuung eingesetzt. Mit großem Enthusiasmus widmet sie sich ihrer neuen Tätigkeit und lernt in dieser Funktion auch während der Sommerferien an der Ostsee den Studenten Jochen kennen und lieben. Dort trifft sie zufällig Friederike Adebach wieder, die – inzwischen verheiratet und Mutter eines Sohnes – nach der Westberliner Gefangenenbefreiung ebenfalls gezwungen war unterzutauchen und in der DDR Unterschlupf fand. Doch anders als es den Anschein hat, leidet sie innerlich sehr unter ihrer neuen Existenz. Trotz aller Vorsicht fällt es Rita immer schwerer, ihre Legende vor ihrem Freund aufrechtzuerhalten. Als Jochen sie bittet, seine Frau zu werden und mit ihm in die Sowjetunion zu gehen, wo ihm eine Stelle als Ingenieur angeboten wurde, wird ihr auch dies von der Stasi untersagt, um politische Verwicklungen zu vermeiden. Schließlich offenbart Rita ihm doch ihre wahre Identität. Als 1989/90 die DDR zusammenbricht, eröffnet Hulls Vorgesetzter diesem bei einer Unterredung, dass der Westen schon länger wusste, dass gesuchte Terroristen unter falschem Namen auf dem Gebiet der DDR leben, und nun deren Auslieferung verlangt werde. Friederike Adebach wird verhaftet, und auch Ritas Entdeckung scheint nur noch eine Frage der Zeit, da die Staatssicherheit sie nicht mehr schützen kann. Als Tatjana nach ihrer Haftentlassung voller Vorfreude an Ritas Wohnungstür klingelt, warten dort schon Sicherheitskräfte der Polizei und überwältigen die völlig überraschte Tatjana. Bei einem letzten Treffen rät Hull Rita, bei ihrer Flucht Flughäfen und große Bahnhöfe zu meiden, da sie nun in Ost und West gesucht werde. Rita entwendet schließlich ein Motorrad und wird bei einem Fluchtversuch vor einer Verkehrskontrolle auf einer Landstraße von einem Polizeibeamten niedergeschossen. Der Film endet mit der Einblendung „Alles ist so gewesen. Nichts war genau so.“

## Hintergrund
Ab 1980 lebten zehn Mitglieder der Rote Armee Fraktion und deren Umfeld in der DDR. Die „RAF-Aussteiger“ wurden von den dortigen Behörden mit neuen Lebensläufen ausgestattet und mit Hilfe des Ministeriums für Staatssicherheit in der DDR sesshaft. Viele Motive des Drehbuchs sind dem Leben von Inge Viett nachempfunden, die Geschichte greift aber auch Erfahrungen von Silke Maier-Witt, Susanne Albrecht und anderen auf. Inge Viett warf den beiden Autoren Volker Schlöndorff und Wolfgang Kohlhaase vor, sich zu sehr ihrer 1997 erschienenen Autobiografie Nie war ich furchtloser bedient zu haben. Beide Parteien konnten sich jedoch außergerichtlich einigen. Cristina Moles Kaupp merkt dazu im Spiegel an: „Mögen ihre Lebensstationen in die akribischen Recherchen von Schlöndorff und Drehbuchschreiber Wolfgang Kohlhaase miteingeflossen sein, die Übereinstimmungen enden, als Ritas Leben in der DDR beginnt. Die fiktiven Erlebnisse der beeindruckend dargestellten Anarchistin im Arbeiter- und Bauernstaat sind wesentlich spannender als das detailgetreue Nachbilden einer politischen Wirklichkeit.“ Der Film gewinne dadurch, so Moles Kaupp weiter, „an undogmatischer, bisweilen sogar humorvoller Leichtigkeit“.
Die Stille nach dem Schuss entstand unter Federführung der Babelsberg Film GmbH in einer Co-Produktion mit dem Mitteldeutschen Filmkontor und dem Mitteldeutschen Rundfunk (MDR) in Zusammenarbeit mit Arte Deutschland TV GmbH. Die Dreharbeiten fanden von Mitte September bis Anfang Dezember 1999 in Berlin und Paris, in Gera und Umgebung, auf Rügen, an der Ostsee sowie im Filmstudio Babelsberg in Potsdam statt. Die Produktionskosten lagen bei knapp fünf Millionen D-Mark. Die Erstausstrahlung im deutschen Fernsehen erfolgte am 8. September 2003 im Programm von ARTE.
Für Hauptdarstellerin Bibiana Beglau war es ebenso wie für Harald Schrott die erste Rolle in einem Kinofilm. Auch Nadja Uhl und Alexander Beyer standen damals am Beginn ihrer Filmkarriere. Martin Wuttke hatte sich zuvor bereits als Theaterschauspieler einen Namen gemacht. Thomas Arnold, der im Film die rechte Hand von Stasi-Offizier Hull verkörpert, war 2006 in Florian Henckel von Donnersmarcks Das Leben der Anderen in einer ähnlichen Rolle als Assistent von Kulturminister Bruno Hempf zu sehen.
Im Film sind neben den Titeln Street Fighting Man der Rolling Stones und If You Love Somebody Set Them Free von Sting auch Songs der Ost-Berliner Band Silly, darunter EKG und Bataillon d’Amour, zu hören. In einer Szene, als Rita und Tatjana bei einer Betriebsfeier miteinander ins Gespräch kommen und später tanzen, covert eine Band den Titel Live Is Life, mit dem die österreichische Gruppe Opus 1985 einen Nummer-eins-Hit landete. Der Teil der Filmhandlung, der von Ritas Leben in der DDR erzählt, scheint demnach in der zweiten Hälfte der 1980er Jahre zu spielen und Rita erst Mitte des Jahrzehnts in die DDR übergesiedelt zu sein.

## Kritiken

### Rezeption in Deutschland
Laut Lexikon des internationalen Films ist Die Stille nach dem Schuss „ein überzeugender Versuch deutsch-deutscher Geschichtsaufarbeitung. Durch die Zusammenarbeit des DDR-kundigen Autors mit dem auch filmisch der 68er-Generation verbundenen Regisseur entstand ein Film von einer im deutschen Nachkriegsfilm selten erlebten Authentizität. Pointiert in den Dialogen und atmosphärisch stimmig inszeniert, besticht vor allem auch das berührende Spiel der beiden Hauptdarstellerinnen, das die Grenzen von Fiktion und Realität aufhebt.“
Für Marie Anderson betont der Schlusssatz, mit dem die Zuschauer aus dem Film entlassen werden, „noch einmal den fiktiven, spekulativen Charakter dieses Films, der sich letztlich bewusst einer direkten Auseinandersetzung seiner Protagonisten mit der Verantwortung für ihre Haltungen und Handlungen weit gehend verweigert.“ Mit der Darstellung des persönlichen Schicksals der radikalen Linken abseits medialer Schlagzeilen und moralischer Bewertungen habe sich Volker Schlöndorff „auf eine Gratwanderung begeben, innerhalb welcher ihm Augenblicke von bewegender Emotionalität und Zerrissenheit gelingen“, bescheinigt Anderson dem Filmemacher. Die Filmbewertungsstelle Wiesbaden, die dem Film das Prädikat „besonders wertvoll“ verlieh, lobt: „Der dichten Inszenierung gelingen scheinbar mühelos Szenen wie jene der zufälligen Wiederbegegnung mit einer alten Weggefährtin (Jenny Schily), in der ohne viel Worte der hohe Preis der Anpassung an das DDR-System deutlich wird.“
Ralf Blau von Cinema hält Schlöndorffs Inszenierung für „erfrischend schnörkellos“, macht jedoch ein mangelndes Interesse für die Psychologie seiner Figuren aus. Allzu konfliktfrei verlaufe der Alltag im Plattenbau, nahezu mühelos finde sich die Aussteigerin in ihr neues Leben ein. Zwar eile der Film von Ereignis zu Ereignis, ohne das emotionale Potenzial der Plot-Punkte auszuloten, Filmkritiker Hanns-Georg Rodek mag darin dennoch kein Defizit erkennen. Vielmehr umgehe der Regisseur durch den Verzicht auf allzu große Intimität, gerade auch in Anbetracht der „starken Leinwandpräsenz“ der Hauptdarstellerin, dass die Protagonistin seiner Geschichte allzu leicht zur Identifikationsfigur gerate, schreibt Rodek in der Welt. Im Bemühen, Ritas Vorgeschichte schnell abzuhaken, bemängelt Susanne Weingarten im Spiegel, lasse der Film „das ideologische Woher der Figur“ außer Acht, und raube so „auch ihrem Wohin die psychologische Spannung“. „Was es aber bedeuten muss, eines Tages mit fremder Identität in einer fremden Stadt in einem fremden Staat aufzuwachen […]“, verschwinde, so Weingarten, „hinter Ritas optimistischem Lächeln.“ Auch Silvia Hallensleben beanstandet die „schwammig und undifferenziert“ dargestellte politische Geschichte und das holzschnittartig wirkende Innenleben der Gruppe, die ein Nachvollziehen der Motivationen der Figuren unmöglich machen. Zugleich lobt die Rezensentin im Tagesspiegel aber Kohlhaases Fähigkeit, ideologische Konflikte zu griffigen Dialogen zuzuspitzen, und attestiert den „Stasi-Szenen in holzgetäfelten Schreibstuben und Partykellern“ in ihren besten Momenten „kabarettistische Schärfe“. Anstoß genommen wurde hingegen an der Sprache der Terroristen, deren Jargon wirke, „als rezitierten sie eigene Flugblätter“, und „formelhaft“ genannt oder mit Befremden wahrgenommen wurde. FAZ-Rezensent Andreas Kilb wiederum deutet dies vor dem zeitgeschichtlichen Hintergrund und folgert: „Paris, Ende der siebziger Jahre. Die Parolen klingen hohl, der Terror hat sich erledigt.“
Dennoch sei Die Stille nach dem Schuss „ein außergewöhnlicher Film“, der „zwei herausragende Traditionen des deutschen Nachkriegskinos[, …] den gesellschaftspolitischen Anspruch des westdeutschen Autorenfilms und die lebensnahe Atmosphäre der ostdeutschen Defa-Produktionen“ erfolgreich vereint. Zehn Jahre nach dem Mauerfall gelinge damit auf der Leinwand, was im realen Leben so schwer falle, konstatiert Ralf Blau von Cinema. Zeit-Rezensent Georg Seeßlen mag diese Einschätzung nicht teilen und kritisiert insbesondere den „merkwürdigen“ „Zeige- und Zeichengestus“, mit dem die terroristische Vorgeschichte der Protagonistin erzählt werde: „Die Stille nach dem Schuss hätte der deutsche Film des Jahrzehnts werden können. Doch noch in seinen besten, genauesten und zärtlichsten Passagen spuken Klischees, obsiegt das Zeichen über die Empfindung, gelingt keine Verbindung zweier sehr verschiedener Arten, von Menschen und Geschichte zu erzählen.“ Hanns-Georg Rodek vertritt hingegen die Ansicht, der Film profitiere von der Distanz zu den Ereignissen, die er aus der Überkreuz-Sicht des West-Regisseurs, der „sich dem ihm fremden DDR-Alltag [annähert]“, und des Ost-Drehbuchautors, der „eine Rebellion zu begreifen [sucht], die in seinem Land nie stattfand“, gewinne.

### Rezeption im Ausland
New-York-Times-Kritiker A. O. Scott sieht in The Legend of Rita eine Rückkehr Schlöndorffs zu jenem komplexen, politisch nachdrücklichen und hellsichtigen Filmemachen, das seine stärksten Regiearbeiten auszeichne („a return to the politically urgent, ethically complex and clear-sighted filmmaking that marks his strongest work“). Der Film erinnere in seiner Klarheit und Intensität wie auch thematisch an Die verlorene Ehre der Katharina Blum und Die Fälschung – ein Tenor, in den auch J. Hoberman von The Village Voice einstimmt („Schlöndorff’s strongest film in decades, and one harking back to his 1976 Lost Honor of Katharina Blum“). Schlöndorffs Film sei zugleich anschaulicher Politthriller und abstrakte Analyse („both thoughtful and melodramatic, a vivid political thriller as well as an abstract analysis“), (chrono)logische Ungereimtheiten werden dabei ebenso wie Fragen bezüglich Ritas Moral von Bibiana Beglaus glänzender darstellerischer Leistung weitgehend in den Hintergrund gedrängt („largely eclipsed by Bibiana Beglau’s incandescent performance“), so Hoberman. Sowohl Hoberman als auch Scott deuten in ihren Rezensionen anlässlich des US-Kinostarts Medienberichte vom Januar 2001 über das Bekanntwerden der militanten Vergangenheit des deutschen Außenministers Joschka Fischer als Indiz für die Aktualität des Films („That glory [the wild glory of terror] may be gone, but it is scarcely buried“). Doch auch ohne diese zusätzliche Relevanz, befindet A. O. Scott, sei The Legend of Rita ein eindrucksvolles Dokument, ein Versuch einer Abrechnung mit einem Kapitel jüngerer Geschichte, das allzu leicht von Triumphgefühlen und Selbstgefälligkeit übertüncht werde („a powerful document, an attempt to reckon with a recent history too easily airbrushed by triumphalism and complacency“).
David Denby stellt in seiner Besprechung im New Yorker vor allem das ausdrucksstarke Spiel der Hauptdarstellerin („we can’t take our eyes off Beglau“) heraus, Schlöndorffs Erzählung sei ebenso unmittelbar und lebendig („equally direct, abrupt, and vivid“). Dabei vermittle der Film eindrücklich die Rastlosigkeit eines Lebens in ständiger Angst vor Entdeckung („captures a strong sense of life as a fugitive“), ebenso wie Ritas wachsende Erkenntnis, dass persönliches Glück für sie wohl immer nur von kurzer Dauer sein wird („as well as Rita’s creeping awareness that she can never expect to experience lasting happiness“). Beglau zeige in einer komplexen Darbietung, wie reaktionärer Elan in jene Friedfertigkeit übergeht, die ihr hilft, sich jeder neuen Umgebung anzupassen, und die – wie sie entdeckt, ihrem eigentlichen Wesen womöglich sogar mehr entspricht („a complex performance, melting from reactionary vigor to the kind of harmless placidity that will help her blend into the scenery -- and, she discovers, may be closer to her true character“), meint Derek Armstrong von allmovie.com.
Roger Ebert erkennt in Schlöndorffs Werk weniger eine Parabel über Schuld und inneren Antrieb seiner Protagonistin, The Legend of Rita zeichne vielmehr das Bild einer zunehmenden Desillusionierung, des Wegbrechens von Überzeugungen während des letzten Jahrzehnts des Kalten Krieges („this isn’t a simplistic parable about her guilt or motivation; it’s about the collapse of belief during the last decade of the Cold War“). Statt sich einer allzu simplen politischen Sichtweise zu bedienen, zeige der Film, wie individuelle Lebensentwürfe im Strudel von Ereignissen wie der Teilung und Wiedervereinigung Deutschlands zum Spielball der Geschichte wurden („doesn’t adopt a simplistic political view. It’s not propaganda for either side, but the story of how the division and reunification of Germany swept individual lives away indifferently in its tide“). Der Film trage wie Schlöndorffs im Westdeutschland der 1970er Jahre spielendes Drama Die verlorene Ehre der Katharina Blum die gleiche Botschaft: Wenn es um die Interessen des Staates geht, zählt der Einzelne nichts („When the state’s interests are at stake, individual rights and beliefs are irrelevant“).

## Auszeichnungen
Berlinale 2000
- Silberner Bär als Beste Darstellerin: Bibiana Beglau und Nadja Uhl
- Der Blaue Engel als Bester europäischer Film im Wettbewerbsprogramm

Europäischer Filmpreis
- Nominierung als Beste Darstellerin: Bibiana Beglau
- Nominierung in der Kategorie Bestes Drehbuch: Wolfgang Kohlhaase

Deutscher Filmpreis
- Nominierung als Beste Nebendarstellerin: Nadja Uhl

Manaki Brothers Film Festival 2000
- Golden Camera 300 für Andreas Höfer